# 41. pehotna brigada (ZDA)
41. pehotna brigada (izvirno angleško 41st Infantry Brigade) je bila pehotna brigada Kopenske vojske Združenih držav Amerike.

## Zgodovina
Brigada je bila ustanovljena s preoblikovanjem 41. pehotne divizije.